# Епархия Чильпансинго-Чилапы

Епархия Чильпансинго-Чилапы (лат. Dioecesis Chilpancingensis-Chilapensis) — епархия Римско-католической церкви с центром в городе Чильпансинго-де-лос-Браво, Мексика. Епархия Чильпансинго-Чилапы входит в митрополию Акапулько. Кафедральным собором епархии Чильпансинго-Чилапы является церковь Пресвятой Девы Марии в городе Чильпансинго-де-лос-Браво.

## История
27 февраля 1816 года Святой Престол учредил епархию Чилапы, выделив её из архиепархии Мичоакана (сегодня — Архиепархия Морелии), епархий Мехико (сегодня — Архиепархия Мехико) и Тлахкалы (сегодня — Архиепархия Пуэблы). По различным политическим причинам образование епархии де-факто не было реализовано. 18 марта 1863 года епархия Чилапы была воссоздана вновь. Первоначально кафедра епископа находилась в городе Чилапа.
20 октября 1958 года и 27 октября 1964 года епархия Чилапы передала часть своей территории новой епархии Акапулько (сегодня — Архиепархия Акапулько) и епархии Сьюдад-Альтамирано.
20 октября 1989 года Конгрегация по делам епископов перевела кафедру епископа епархии Чилапы в город Чильпансинго-де-лос-Браво и епархия Чилапы была переименована в епархию Чильпансинго-Чилапы.
4 января 1992 года епархия Чильпансинго-Чилапы передала часть своей территории новой епархии Тлапы.

## Ординарии епархии
- епископ Ambrosia María Serrano y Rodríguez (19.03.1863 — 8.02.1875);
- епископ Tomás Barón y Morales (7.04.1876 — 25.09.1882);
- епископ Buenaventura del Purísimo Corazón de María Portillo y Tejeda (25.09.1882 — 27.05.1888);
- епископ José Ramón Ibarra y González (30.12.1889 — 19.04.1902);
- епископ José Homobono Anaya y Gutiérrez (24.08.1902 — 10.12.1906);
- епископ Francisco Maria Campos y Ángeles (2.10.1907 — 5.01.1923);
- епископ José Guadalupe Órtiz y López (8.06.1923 — 22.03.1926);
- епископ Leopoldo Díaz y Escudero (5.11.1929 — 24.11.1955);
- епископ Alfonso Tóriz Cobián (12.01.1956 — 20.03.1958);
- епископ Fidel Cortés Pérez (18.12.1958 — 14.08.1982);
- епископ José María Hernández González (18.02.1983 — 18.11.1989);
- епископ Efrén Ramos Salazar (30.10.1990 — 19.02.2005);
- епископ Alejo Zavala Castro (19.11.2005 — 20.06.2015, в отставке);
- епископ Salvador Rangel Mendoza, O.F.M. (20.06.2015 — 11.02.2022, в отставке);
- епископ José de Jesús González Hernández, O.F.M. (11.02.2022 — по настоящее время).

## Источник
- Annuario Pontificio, Ватикан, 2008
- Chilapa/ Enciclopedia de México, vol. 4, Ciudad de México 1998, стр. 2131
- Bolla Universi Dominici gregis, Raffaele de Martinis, Iuris pontificii de propaganda fide. Pars prima, т. IV, Romae 1891, стр. 535  (лат.)
- Декрет Cum urbs, AAS 82 (1990), стр. 1646  (лат.)